# الهندية (المدينة المنورة)
الهندية قرية سعودية، تقع جنوب المدينة المنورة، وتبعد عنها قرابة 130 كلم. يقع في جنوبها الشرقي (جبل برام) بمسافة 7 كلم.وهي قرية عامرة بسكان.

## الموقع الجغرافي
تقع جنوب المدينة المنورة وتبعد حوال 130 كم. وهي تابعة لمحافظة وادي الفرع